# David Wilkie (natation)
Pour les articles homonymes, voir David Wilkie.
 (juillet 2009).
Si vous disposez d'ouvrages ou d'articles de référence ou si vous connaissez des sites web de qualité traitant du thème abordé ici, merci de compléter l'article en donnant les références utiles à sa vérifiabilité et en les liant à la section « Notes et références ».
David Wilkie, né le 8 mars 1954 à Colombo (Ceylan) et mort le 22 mai 2024, est un nageur britannique, médaillé d'or aux Jeux du Commonwealth de 1974 et aux Jeux olympiques de 1976.

## Palmarès

### Jeux olympiques
- Jeux olympiques d'été de 1972, Munich (Allemagne) :

médaille d'argent au 200 mètres brasse.
- Jeux olympiques d'été de 1976, Montréal (Canada) :

médaille d'or au 200 mètres brasse ;
médaille d'argent au 100 mètres brasse.

### Championnats d'Europe
- Championnats d'Europe 1974 à Vienne (Autriche) :
  -  Médaille d'or du 200 m brasse.
  -  Médaille d'or du 200 m 4 nages.
  -  Médaille d'argent du relais 4 × 100 m quatre nages.

### Jeux du Commonwealth
- Jeux du Commonwealth de 1970, Édimbourg (Écosse) :

médaille de bronze au 200 mètres brasse.
- Jeux du Commonwealth de 1974, Christchurch (Nouvelle-Zélande) :

médaille d'or au 200 mètres brasse ;
médaille d'or au 200 mètres quatre nages ;
médaille d'argent au 100 mètres brasse.

## Record
- Record du monde du 200 m brasse, le 9 septembre 1973 à Belgrade lors de la finale des Championnats du monde, avec un temps de 2 min 19 s 28.

## Sources
- (en) Biographie (janvier 2017, à la suite de son éviction d'un bassin pour y avoir nagé trop vite)